# Estación de Palma (Ferrocarriles de Mallorca)
Palma es una estación ferroviaria clausurada situada en el municipio español homónimo en Mallorca, Islas Baleares. Fue la primera estación terminal del ramal ferroviario que arrancaba originalmente hasta la estación de Inca y ampliaciones posteriores, entre 1875 y 2007, año de su clausura y apertura de la nueva estación subterránea.

## Situación ferroviaria
Se encuentra situada en el punto kilométrico 0,0 de la línea ferroviaria de Palma a Inca, a 25 metros de altitud. El trazado era de ancho tres pies y estaba sin electrificar y en vía única, si bien en 1931 se duplicó la vía entre esta estación e Inca. Igualmente, en 1985 se completó la transformación a ancho métrico entre Palma e Inca. La excepción fue el ferrocarril de Sóller, que arrancaba en la estación y que aún se conserva en ancho de tres pies, siendo electrificado en los inicios del siglo XX.

## Historia

### Primeros años

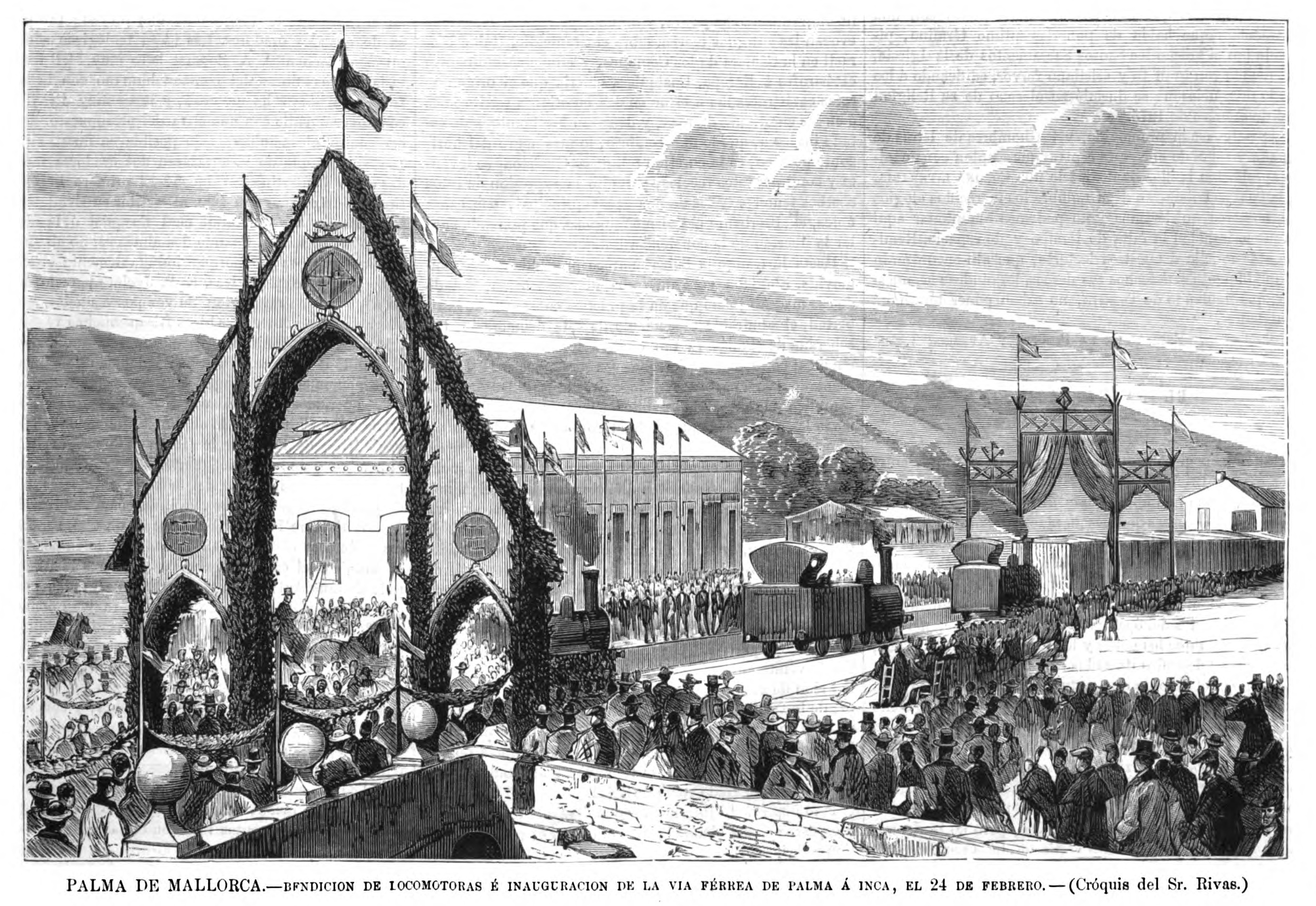
Vista de la estación en el momento de la inauguración de la línea Palma-Inca el 24 de febrero de 1875

La estación fue inaugurada el 25 de febrero de 1875 con la puesta en marcha del tramo Palma de Mallorca – Inca de la actual línea Palma - Manacor. Su explotación inicial quedó a cargo de la Compañía de los Ferrocarriles de Mallorca quien también se hizo con la línea Inca-La Puebla en 1878 y con la totalidad de la red ferroviaria mallorquina a excepción del Ferrocarril de Sóller. Inicialmente el ancho de la vía era de tres pies (914 mm). Durante los comienzos del ferrocarril en la isla, la estación era el destino de muchos viajeros que querían probar la experiencia de ir en tren. Por ello se organizaban trenes especiales los domingos y lunes.

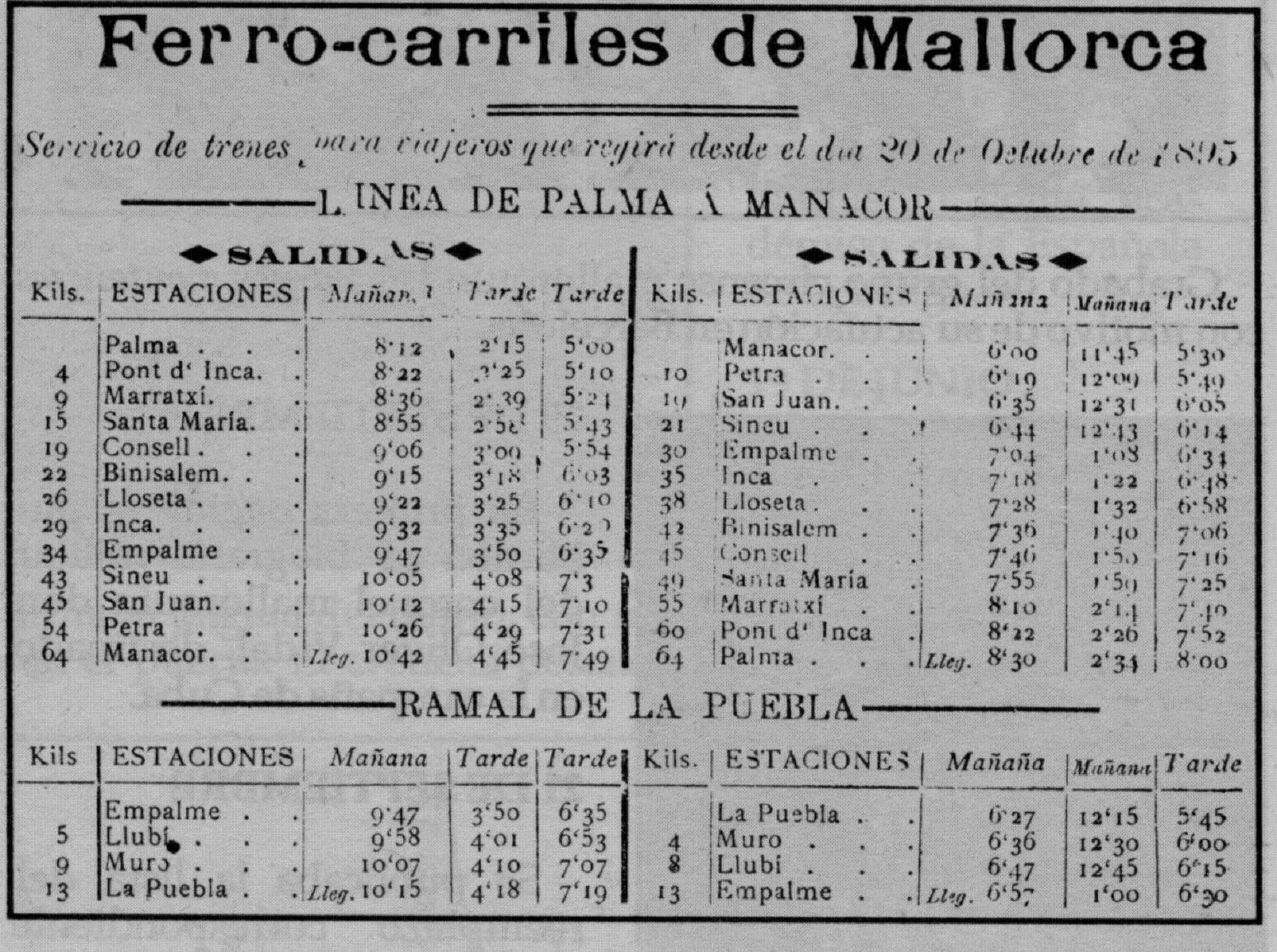
Horarios de 1895, donde aparece la estación de Palma.

En 1922 se llegó a contemplar la electrificación del tramo entre Palma e Inca, pero el proyecto presentado no se llevó a cabo, aunque sí pudo completarse en la línea del Ferrocarril de Sóller en 1929. El 5 de mayo de 1931 se completó la doble vía en ese mismo tramo entre Palma e Inca. En 1941, al no ser la línea de ancho ibérico, la estación no fue nacionalizada y transferida a la recién creada RENFE, sino que pudo conservar su autonomía, al menos durante una década. 

### Bajo EFE y FEVE
El 1 de agosto de 1951 las líneas de los Ferrocarriles de Mallorca se nacionalizan y pasan a ser gestionados por Explotación de Ferrocarriles por el Estado (EFE). El patrimonio ferroviario de Ferrocarriles de Mallorca quedó incorporado definitivamente al estado en 1959. EFE inició un proceso de sustitución de la tracción vapor por diésel, que supuso la eliminación de la tracción a vapor, cuyo último servicio aconteció el 12 de diciembre de 1964.
Sin embargo, con la creación de FEVE la explotación quedó a cargo de nueva compañía estatal en 1964. El 20 de junio de 1977 fue clausurado el tramo Empalme-Manacor-Artá, debido a un accidente en un paso a nivel en Petra. El cierre, que iba a ser temporal, se convirtió en definitivo. Este hecho supuso que la estación perdiera la conexión con Artá y Manacor. El 28 de febrero de 1981 fue clausurado un segundo tramo, el de Inca a La Puebla por falta de rentabilidad. En 1985 se completó la conversión del trazado de ancho de tres pies a ancho métrico, tras varios años de obras.

### Bajo SFM
El 31 de marzo de 1994 la gestión de FEVE se traspasa al Gobierno de las Islas Baleares, por medio de los Serveis Ferroviaris de Mallorca (SFM) fundados el 14 de enero de ese mismo año, que explota en la actualidad un total de 77 kilómetros de vías en ancho métrico.
En 1998 el Gobierno de las Islas Baleares inició las obras de reapertura de la línea de tren de Inca a La Puebla, recuperando el enlace con esta población el 27 de diciembre de 2000. El 11 de mayo de 2003 se recuperó el servicio ferroviario hasta Manacor. 
La nueva estación se inauguró oficialmente el 1 de marzo de 2007 coincidiendo con el día de las Islas Baleares para el servicio de trenes y el 25 de abril del mismo año para el servicio de metro, tan sólo 33 días antes de las elecciones municipales y autonómicas. Finalmente, el 5 de marzo de 2007 se ponía en servicio la estación ferroviaria actual subterránea, lo que supuso el cierre definitivo de las vías en superficie de la antigua estación de 1875 y el fin de su uso como terminal ferroviaria, siendo traspasada a la nueva estación subterránea.

## La estación
Forma parte de las estaciones originales de la línea y era la de inicio de la misma. Como estación de cabecera de línea se levantaron dos edificios de una sola planta simétricos: uno de ellos destinado al servicio de viajeros y vivienda del jefe de estación, y el otro con destino a oficinas de explotación y cochera de carruajes. Este último se utilizó para ampliar el servicio de viajeros, cuando la prolongación de la línea y las mayores necesidades del tráfico hicieron necesaria la separación de la llegada y expedición de los trenes. Cada uno de estos edificios mide 39 metros de largo por 10 de ancho. El espacio que media entre los dos edificios es de 22 metros y estuvo destinado a recibir una cubierta de hierro, lo que nunca se produjo.
Además de estos edificios, se construyó en la estación un almacén para mercancías, un depósito de carbón y un taller móvil de reparaciones de material rodante, movido por una máquina de vapor, horizontal, de 6 caballos, sistema Tangye. Esta misma máquina podía elevar el agua de un pozo de 23 metros de profundidad, para la alimentación de las máquinas y consumo de la estación, vertiéndola en un depósito de hierro fundido.